# Republik von Ploiești

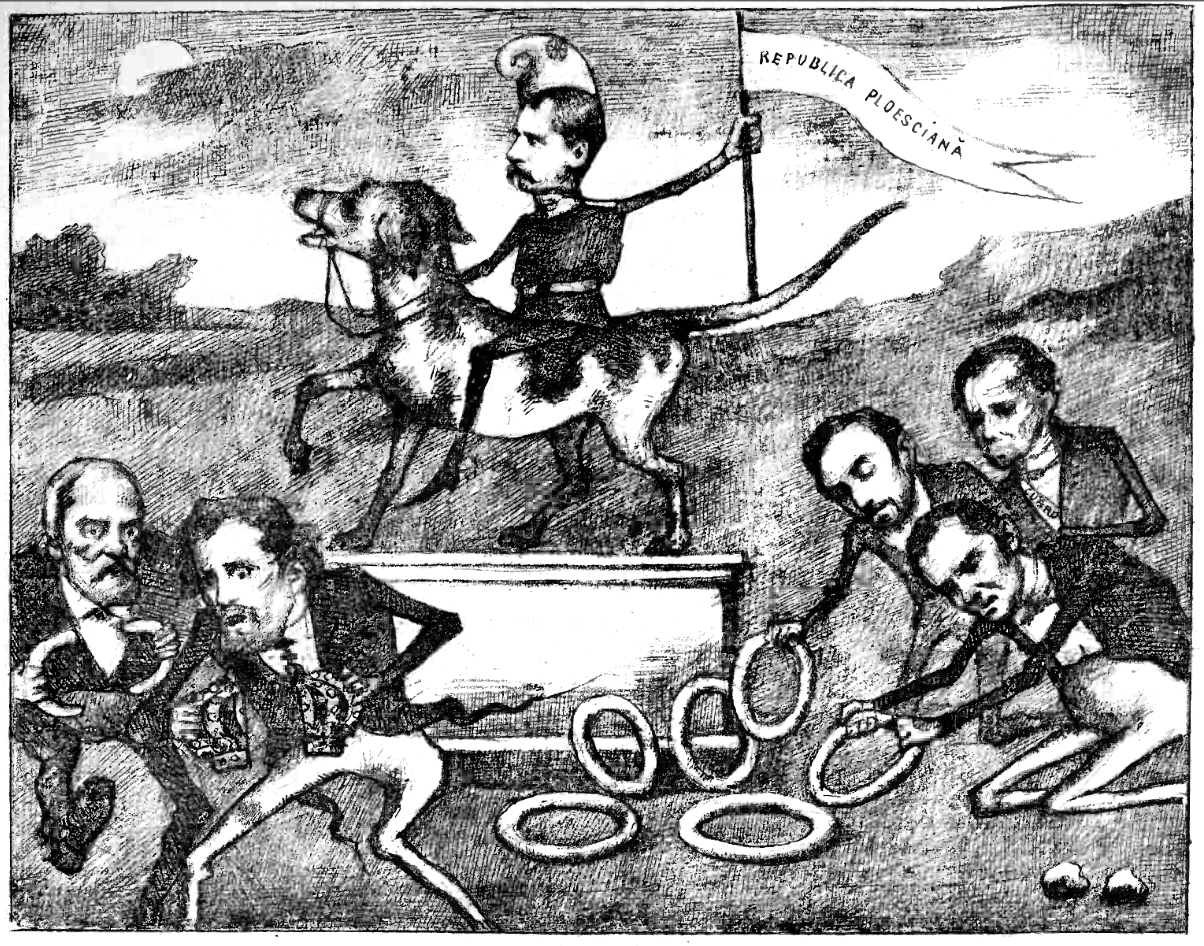
Karikatur Candiano-Popescus mit Phrygischer Mütze auf einem Hund reitend, während ihm seine Mitverschwörer Brezelringe reichen (1884)

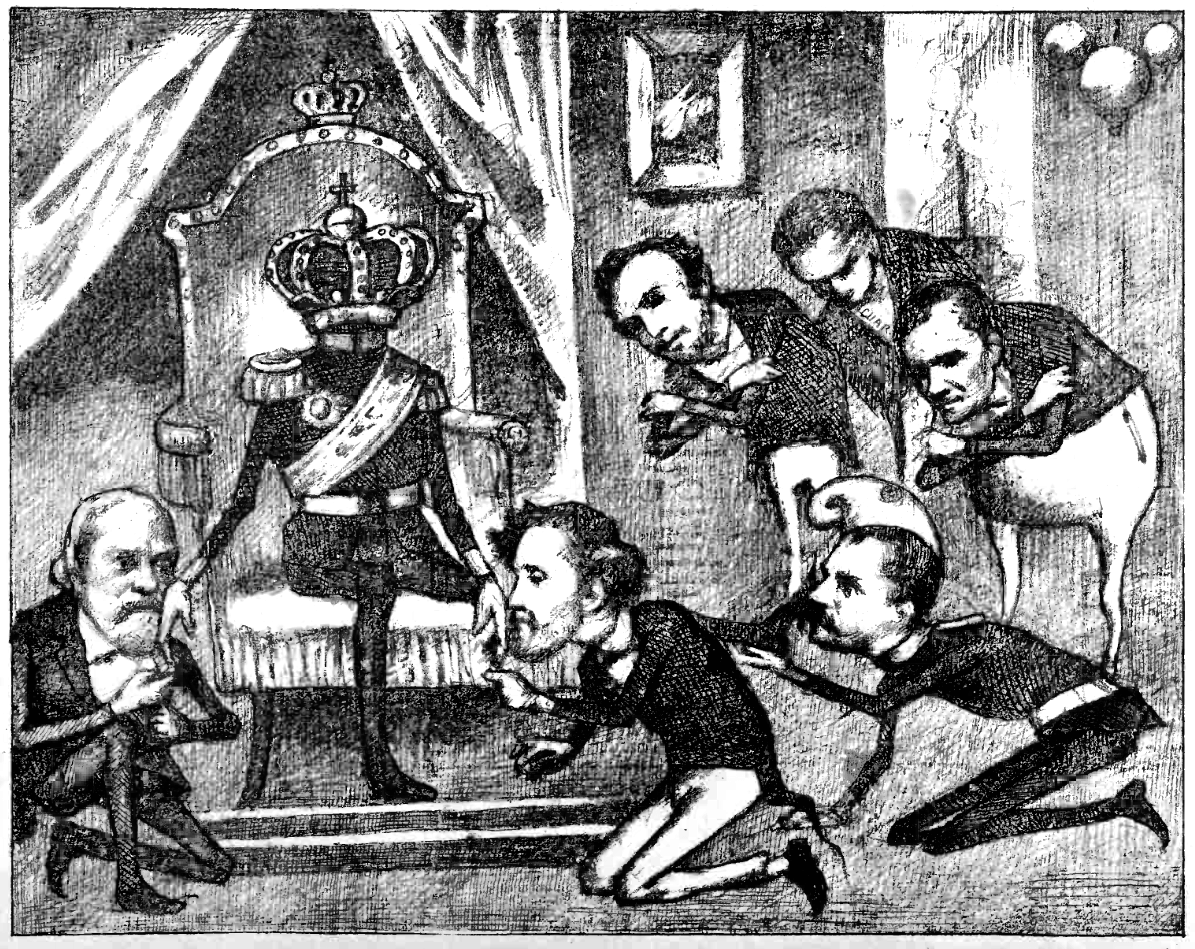
Konservative Satire auf die spätere Anbiederung der Verschwörer an Karl I, dessen Kopf hier unter der Krone verschwindet. (1884)

Die Republik Ploiesti (rumänisch: Republica de la Ploiești) war ein Putschversuch im Fürstentum Rumänien vom 8. bis zum 9. August 1870 vor allem in der Stadt Ploiești.

## Hintergrund und Verlauf
Einige Jahre zuvor hatten die rumänischen Liberalen im Pakt mit den Konservativen mit der sogenannten „Monströsen Koalition“ den Fürsten Alexandru Ioan Cuza gestürzt, der später durch den Hohenzollernprinz Karl ersetzt wurde. Karl, der später der erste König Rumäniens wurde, geriet jedoch ebenfalls schnell in einen politischen Gegensatz zu den Liberalen, da er die Konservativen bevorzugte. Zudem nahmen die oftmals frankophilen Liberalen die Herrschaft des Hohenzollern als einen übermäßigen preußischen beziehungsweise deutschen Einfluss wahr. Als Frankreich und Preußen 1870 in den Krieg eintraten, heizte dies den Konflikt zusätzlich an. Linksliberale Kräfte unter Führung des ehemaligen Militärs Alexandru Candiano-Popescu gingen zur Planung eines Staatsstreiches über. In der Stadt Ploiești besetzte man unblutig staatliche Einrichtungen wie das Telegraphenamt und proklamierte die Republik. Dem Plan zufolge sollte sich der Umsturz auch auf die Hauptstadt Bukarest ausbreiten, was jedoch scheiterte: Das improvisierte und offensichtlich unprofessionell durchgeführte Projekt brach schon am nächsten Tag in sich zusammen, als reguläre Truppen die Kontrolle über die Stadt friedlich wiedererlangten.
In der heutigen Erinnerung gilt die Republik von Ploiești mehr als Farce, denn als ernsthafter politischer Akt. Der rumänische Autor und Dramatiker Ion Luca Caragiale verspottete die „Republik“, ihre Führer und den Pathos der liberalen Rhetorik in seinen Schriften. Auch aufgrund der Harmlosigkeit des Unterfangens fielen die Prozesse gegen die Beteiligten nachsichtig aus, viele der (angeblichen) Akteure machten später noch Karriere in der Politik. Rädelsführer Candiano-Popescu wurde später sogar Adjutant des Königs. In den folgenden Jahren kam es zu einer Aussöhnung der Liberalen mit dem Fürsten beziehungsweise König, wodurch die Monarchie auf eine breitere Basis gestellt werden konnte.